# Grasse
Grasse (occitană Grassa) este un oraș în sud-estul Franței, sub-prefectură a departamentului Alpes-Maritimes în regiunea Provence-Alpi-Coasta de Azur. Orașul este considerat capitala mondială a parfumurilor.

## Personalități născute aici
- Jean-Honoré Fragonard (1732 - 1806), pictor.